# Paul-Joseph de Wauthier des Gates
Paul de Wauthier des Gates (né le 13 janvier 1756 au château de Saint-Aubin et décédé le 5 novembre 1832 à Charleville-Mézières) est un homme politique belge, député titulaire lors du Conseil des Cinq-Cents de 1795 à 1799 pour les Ardennes,.

## Biographie
Issu d'une famille de la noblesse française,  originaire du comté de Hainaut au XVIe siècle, elle reçut la concession du titre de comte par Louis XVIII. Fils de Mathieu de Wauthier, maître de forges, baron des Gates et d’Anne Morttrand. De Wauthier commença sa carrière politique dès la révolution notamment lors du Siège de Namur de 1792 où il défendra  politiquement l’armée révolutionnaire sous le commandement du général français Jean-Baptiste Cyrus de Timbrune de Thiembronne. Propriétaire du manoir de Hannogne, il sera élu député des Ardennes lors du Conseil des Cinq-Cents de 1795 à 1799.